# Стеноп

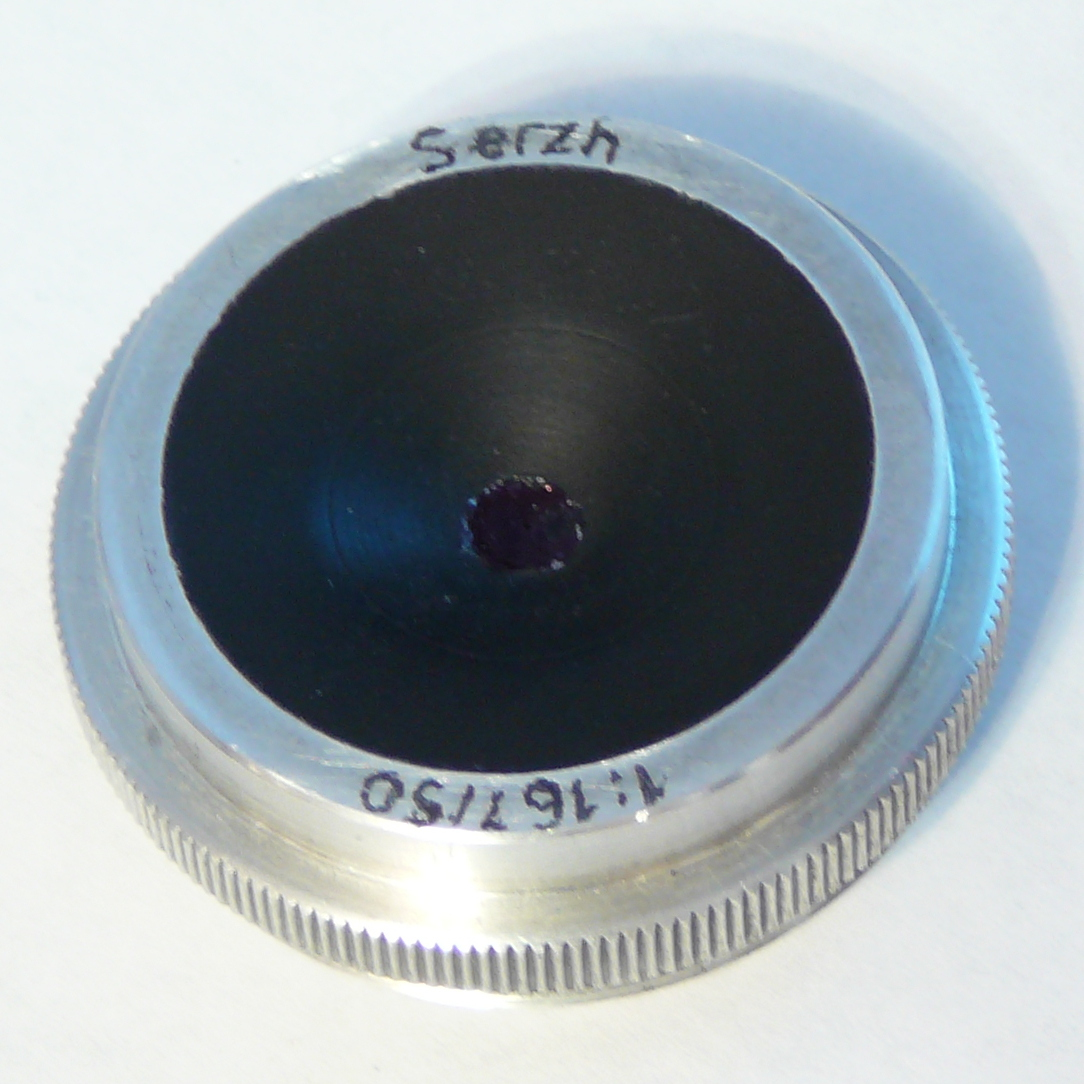
Авторський пінхол-об'єктив. 1: 167/50 з кріпленням М42 × 1

Стеноп (від фр. Sténopé) — фотографічний апарат без об'єктива, роль якого виконує малий отвір — апертура. У сучасній фотографії також поширена назва «пінхол» (англ. pinhole — шпильковий отвір). Також зустрічається термін «лох-камера» або «лохкамера» (нім. Lochkamera — «камера з отвором»).

## Загальні відомості

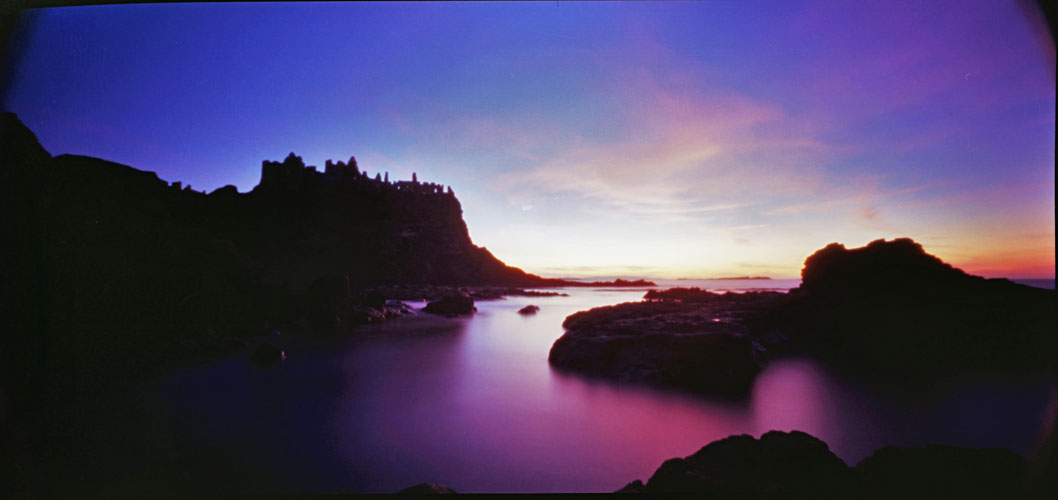
Приклад знімка з камери-обскури. 20-хвилинна витримка.

Найбільша різкість зображення виходить, коли дотримано певне відношення між діаметром отвору і його положенням щодо світлочутливого елемента. Перевагою стенопу є повна ортоскопічність зображення, що дається ним, і дуже велика глибина різкості. Через незначну яскравість зображення у  фокальній площині при зйомці потрібно тривала витримка. Стенопи використовуються для отримання ландшафтних знімків з м'яким зображенням.

## Конструкція стенопа
Стенопи зазвичай робляться вручну самими фотографами. Найпростіший стеноп складається із світлонепроникного ящика з невеликим отвором на одній стороні і з листом  фотоплівки або  фотопаперу на інший. В якості  затвора може використовуватися шматок картону на шарнірі. Малий отвір зазвичай проколюється швейною голкою або сверлится тонким свердлом у фользі або тонкій алюмінієвій (латунній) пластині. Потім пластина закріплюється зсередини коробки, перекриваючи отвір більшого діаметру.
Деякі конструкції публікувалися в журналах і книгах для допомоги любителям, наприклад, чеський Dirkon або найпростіший фотоапарат із сірникових коробок з касетами.
Стенопи часто створюються з використанням рухомої задньої стінки, що дозволяє змінювати відстань між отвором і світлочутливим елементом. Це дозволяє ефективно змінювати Кут огляду зображення і відносний отвір. Наближаючи стінку до отвору, можна отримати більший кут зображення і меншу витримку. Відсуваючи стінку далі, можна отримати ефект «телеоб'єктива», а також збільшити витримку.

### Стеноп із дзеркальної фотокамери

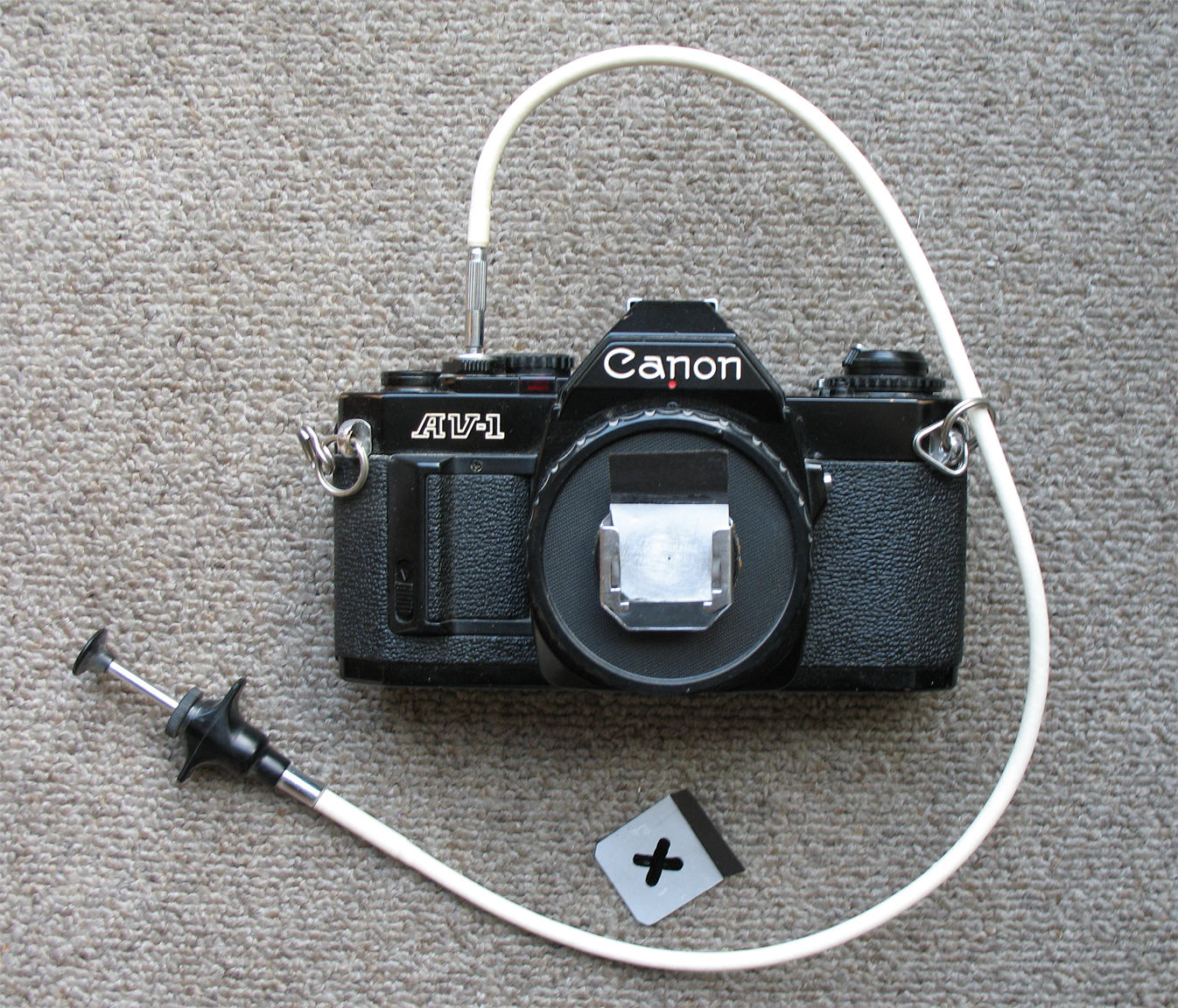
Дзеркальний фотоапарат, перероблений на стеноп

Досить легко стеноп можна зробити на основі будь-якої фотокамери зі змінними об'єктивами, у тому числі  цифрової. Для цього береться пластмасова кришка, призначена для захисту внутрішніх деталей апарату при знятому об'єктиві, яка входить в його комплект. У ній, точно по центру, свердлиться отвір діаметром 6-10 мм. Далі з фольги вирізається круг, який приклеюється зсередини кришки. У фользі тонкою голкою робиться малий отвір. Для спуску  затвора бажано використовувати  дистанційне керування або спусковий тросик.

## Обчислення відносного отвору
Відносний отвір (1/f) може бути розрахований шляхом ділення діаметра отвору на фокусну відстань камери.
- Діаметр отвору — це діаметр голки або свердла, яким отвір зроблено.
- Фокусна відстань — це відстань від отвору до світлочутливого матеріалу.

Наприклад, камера з отвором діаметром 0,5 мм і фокусною відстанню 50 мм буде мати 1/f 0,5/50 = 1/100. Ця інформація може бути використана для розрахунку часу експозиції.
Стеноп також може використовуватися для зйомки подвійних зображень, якщо в передній стінці зробити кілька отворів, або для отримання фотографій з циліндричними чи сферичними перспективними спотвореннями, якщо зігнути площину з фотоматеріалом.
Почавши як єдино можливий тип фотокамери багато років тому, стеноп і зараз зберігає своє значення у сучасній художній фотографії.

#### Ресурси Інтернету
- Pinhole cameras [Архівовано 27 березня 2022 у Wayback Machine.]
- Зеркальная обскура на основе камеры Pentax MZ [Архівовано 12 серпня 2018 у Wayback Machine.]
- Обскура на основе дальномерной камеры Зоркий-4К [Архівовано 13 серпня 2018 у Wayback Machine.]
- Gabriel lacomba: pinhole photography [Архівовано 4 березня 2016 у Wayback Machine.]